# Internationale Theosophische Verbrüderung
Die Internationale Theosophische Verbrüderung (I.T.V.) war eine von Franz Hartmann im Jahre 1897 gegründete theosophische Organisation mit Sitz in München (ab 1898 Leipzig). und stand in enger Verbindung mit der Theosophischen Gesellschaft in Deutschland. 

## Geschichte

### Vorgeschichte
Im Jahre 1884 ruinierte die Coulomb-Affäre und darauf folgend 1885 der Hodgson Report den Ruf der Theosophischen Gesellschaft. In Deutschland war davon unter anderem die theosophische Loge Germania betroffen, welche sich wegen dieses Skandals Ende 1886 auflöste. Franz Hartmann war Mitglied der Loge Germania gewesen und er suchte nach deren Auflösung nach Möglichkeiten, eine neue theosophische Gruppierung aufzubauen. Diese sollte frei von den Schatten der Vergangenheit (Coulomb-Affäre/Hodgson Report) sein, um davon unbelastet die theosophische Idee umso wirkungsvoller verbreiten zu können.
1895 spaltete sich die Theosophische Gesellschaft infolge der Judge Case in zwei konkurrierende Organisationen, einerseits die Theosophische Gesellschaft Adyar (Adyar-TG) und andererseits die Theosophische Gesellschaft in Amerika (TGinA). In Adyar, dem Hauptsitz der nunmehrigen Adyar-TG war es zu den oben genannten Skandalen gekommen und diese Organisation wurde auch damit in Verbindung gebracht. Der Ruf der neu entstandenen TGinA hingegen war damals unbelastet und bot dadurch Hartmann die gesuchte Gelegenheit für seinen theosophischen Neuanfang. Als Ernest T. Hargrove und Katherine Tingley, die Leiter der TGinA, Deutschland besuchten, gründete Hartmann zusammen mit Paul Raatz am 24. Juni 1896 in Berlin die Theosophischen Gesellschaft in Europa (Deutschland) (TGE) als Loge der TGinA. Hartmann wurde Präsident der neuen Gesellschaft.

### Die Internationale Theosophische Verbrüderung
Doch auch die Arbeit der TGE bzw. TGinA sagte Hartmann offenbar nicht zu, am 3. September 1897 trat er aus der TGE aus und legte sein Amt als Präsident nieder. Dafür gründete er am selben Tag in München die Internationale Theosophische Verbrüderung (I.T.V.) als völlig unabhängige und eigenständige theosophische Organisation. Diese war an keine Muttergesellschaft gebunden, stellte vielmehr selbst eine solche dar und etablierte damit neben der Adyar-TG und der TGinA eine weitere theosophische Richtung. Diese I.T.V.-Gruppierung wurde in Folge als „Hartmannianer“, entsprechend ihrem Gründer und Richtungsgeber Franz Hartmann, bezeichnet.
Die I.T.V. trat mit dem Anspruch auf, keiner theosophischen Partei anzugehören, vielmehr eine übergeordnete Plattform darzustellen, unter deren Dach die ursprüngliche theosophische Idee verwirklicht werden sollte. In diesem Sinne wurden die Statuten der 1875 in New York gegründeten Theosophischen Gesellschaft als Grundlage der I.T.V.-Verfassung herangezogen. Es gab jedoch, im Gegensatz zur Adyar-TG und TGinA, keinen alleinverantwortlichen Präsidenten, sondern ein Führungskomitee unter der Leitung eines Vorsitzenden. Dadurch hatten die einzelnen Logen völlige Aktionsfreiheit und waren nicht wie bei der Adyar-TG oder TGinA an die Vorgaben der Führung gebunden. Erster Vorsitzender von 1897 bis 1898 war Hartmann selbst, dann nahm Hermann Rudolph diese Funktion bis zu seinem Tod 1946 war.
1897 befand sich der Sitz der I.T.V. in München, 1898 übersiedelte die Zentrale nach Leipzig, wo sie sich bis 1959 befand. Der spätere Verbleib ist unklar, vermutlich existierte die I.T.V. bis 1987. 1923 spaltete sich die Supranationale Theosophische Gesellschaft unter der Leitung von Hugo Vollrath von der I.T.V. ab und wurde unabhängig. 1925 war die I.T.V. die größte theosophische Gruppierung in Deutschland mit 40 Logen und 2141 Mitgliedern. Wie alle anderen theosophischen Gesellschaften war auch die I.T.V. während der Zeit des Nationalsozialismus von Mitte 1936 bis 1945 von der Gestapo verboten und existierte nur in bescheidenem Ausmaß im Untergrund. Die I.T.V. hatte auch einen Ableger in der Schweiz. Das Publikationsorgan war die monatlich erscheinende Zeitschrift Theosophische Kultur.

### Verbindungen und Einflüsse
Die I.T.V. stand in Beziehung zur Theosophischen Gesellschaft in Deutschland (TGD), die genaue Verbindung ist unklar. Entweder war die TGD eine Loge unter dem Dach der I.T.V. und trat nach deren Auflösung die Nachfolge an. Oder die I.T.V. nahm im Laufe ihrer Geschichte eine Namensänderung vor und firmierte dann unter TGD. Möglicherweise entwickelte sich die TGD im Laufe der Zeit auch zur beherrschenden Loge innerhalb der I.T.V. und wurde dann damit gleichgesetzt. Die TGD besteht bis heute (2006), es gibt Logen in Konstanz sowie in Heidelberg. Die derzeitigen Aktivitäten der TGD sind jedoch gering, die Webpräsenz www.theosophische-gesellschaft-in-deutschland.de wurde 2005 eingestellt.
Die I.T.V. bzw. TGD stand mit ihren theosophischen Gedanken in direkter Konkurrenz zu der von 1902 bis 1912 von Rudolf Steiner geführten Deutschen Sektion der Theosophischen Gesellschaft, dem deutschen Ableger der Adyar-TG. Sie beeinflusste durch die buddhistische Prägung Hartmanns den Buddhismus in Deutschland.